# Villa Havas
La Villa Havas (en hongrois : Havas-villa) est un monument situé dans le 10e arrondissement de Budapest.